# Ichneumon pusillator
Ichneumon pusillator là một loài tò vò trong họ Ichneumonidae.